# Eclytus haemorrhoicus
Eclytus haemorrhoicus là một loài tò vò trong họ Ichneumonidae.